# Acetator
Acetator – zbiornik ze stali kwasoodpornej, używany do produkcji octu z rozcieńczonego alkoholu etylowego. Przy produkcji acetatorem wykorzystuje się metodę fermentacji wgłębnej.